# Вајт Пајн (Тенеси)
Вајт Пајн (енгл. White Pine) град је у америчкој савезној држави Тенеси.

## Демографија
По попису из 2010. године број становника је 2.196, што је 199 (10,0%) становника више него 2000. године.
| Група             | 2000.         | 2010.         |
| Белци             | 1.901 (95,2%) | 1.929 (87,8%) |
| Афроамериканци    | 18 (0,9%)     | 27 (1,2%)     |
| Азијати           | 4 (0,2%)      | 4 (0,2%)      |
| Хиспаноамериканци | 50 (2,5%)     | 192 (8,7%)    |
| Укупно            | 1.997         | 2.196         |